# تنگ اژدها
تنگ اژدها، روستایی از توابع بخش ماهورمیلانی شهرستان ممسنی در استان فارس ایران است.

## جمعیت
این روستا در دهستان ماهور قرار دارد و براساس سرشماری مرکز آمار ایران در سال ۱۳۸۵، جمعیت آن زیر سه خانوار بوده‌است.

## تنگ اژدها کجاست؟
تنگ اژدها در روستای مادر و دختر از توابع شهرستان نورآباد ممسنی قرار دارد.
برای رسیدن به تنگ اژدها به سمت روستای مادر و دختر حرکت کنید تا این دره را در فاصله حدود 200 الی 300 متری سمت راست روستا ببینید.